# Marija Jefimowna Sergejenko
Marija Jefimowna Sergejenko (russisch Мария Ефимовна Сергеенко; * 27. Novemberjul. / 9. Dezember 1891greg. in Nowosybkow, Gouvernement Tschernigow; † 28. Oktober 1987 in Leningrad) war eine russische bzw. sowjetische Latinistin und Hochschullehrerin.

## Leben
Sergejenkos Vater war Beamter in Nowosybkow, und die Mutter stammte aus der adligen Krinizki-Familie. Sie wuchs auf dem großväterlichen Landgut auf und besuchte das Tschernigower Ministergymnasium. Darauf ging sie 1910 nach  St. Petersburg und studierte in den Höheren Bestuschew-Kursen für Frauen in der Historisch-Philologischen Fakultät mit Spezialisierung auf Klassische und Allgemeine Geschichte. Sie nahm an den Seminaren Michael Rostovtzeffs und Tadeusz Stefan Zielińskis teil und bestand 1916 die staatlichen Prüfungen für Klassische Philologie. Bereits während des Studiums unterrichtete sie Latein am Privatgymnasium der Kaufmannstochter Ljubow Stepanowna Taganzewa (Schwester des Juristen Nikolai Taganzew) und am privaten Mädchengymnasium der Fürstin Obolenskaja.
Nach der Oktoberrevolution lehrte Sergejenko an der Universität Saratow. Sie bestand 1920 die Magister-Prüfung und wurde zur Dozentin ernannt. Nach der politischen Säuberung des wissenschaftlichen Personals 1929 kehrte sie nach Leningrad zurück und arbeitete in der Staatlichen Öffentlichen Bibliothek und ab 1932 im 1. Leningrader Medizinischen Institut, in dem sie dann den Lehrstuhl für Lateinische Sprache leitete. Auf Initiative Nikolai Wawilows erstellte sie mit Anderen ein Lateinisch-Russisch-Botanik-Wörterbuch für das Allunionsinstitut für Angewandte Botanik.
Ab 1932 arbeitete Sergejenko in dem neuen Institut für Geschichte der Wissenschaft und Technik der Akademie der Wissenschaften der UdSSR (AN-SSSR) in Moskau.
Im Deutschen Angriffskrieg gegen die Sowjetunion hielt sich Sergejenko im blockierten Leningrad auf, worüber sie später in Ihren Memoiren berichtete. Sie übersetzte die Confessiones des Augustinus von Hippo(1941–1945), die 1978 veröffentlicht wurden mit Neuauflagen 1992, 2003 und später. Sie verteidigte 1943 mit Erfolg ihre Doktor-Dissertation über die Landwirtschaft im Römischen Reich.
Von 1945 bis 1974 arbeitete Sergejenko in der Leningrader Abteilung des Moskauer Instituts für Geschichte der AN-SSSR. Ab der  Ernennung zur Professorin 1948 lehrte sie an der Universität Leningrad am Lehrstuhl für Klassische Philologie.
Sergejemko starb in Leningrad am 28. Oktober 1987 und wurde in Estland auf dem Friedhof des russisch-orthodoxen Nonnenklosters von Püchtitz im Dorf Kuremäe begraben.

## Ehrungen
- Medaille „Für die Verteidigung Leningrads“
- Medaille „Für heldenmütige Arbeit im Großen Vaterländischen Krieg 1941–1945“